# Байназаровська сільська рада
Байназа́ровська сільська рада (башк. Байназар ауыл советы, рос. Байназаровский сельский совет) — муніципальне утворення у складі Бурзянського району Башкортостану, Росія. Адміністративний центр — присілок Байназарово.

## Населення
Населення — 2695 осіб (2019, 2749 в 2010, 2861 в 2002).

## Склад
До складу поселення входять такі населені пункти:
| Населений пункт       | Населення, осіб (2002) | Населення, осіб (2010) |
| --------------------- | ---------------------- | ---------------------- |
| Байназарово, присілок | 1361                   | 1313                   |
| Кургашли, присілок    | 341                    | 307                    |
| Магадеєво, присілок   | 335                    | 319                    |
| Мурадимово, присілок  | 381                    | 374                    |
| Яумбаєво, присілок    | 443                    | 436                    |